# Capraria biflora
Capraria biflora es una especie  de arbusto de la familia Scrophulariaceae. 

## Descripción
Son arbustos erectos, de hasta 2 m de alto, pilosos a subglabros; ramas alternas. Hojas alternas, lanceoladas a oblanceoladas, 30–120 mm de largo y 6–25 mm de ancho, margen serrado hacia el ápice, suavemente pilosas o glabrescentes, con glándulas sésiles inconspicuas; indistintamente pecioladas. Inflorescencias con 1 o 2 (hasta muchas) flores, pedicelos 1–2 cm de largo, ebracteolados; cáliz 5-lobado, los lobos 4–6 mm de largo, libres más o menos hasta la base, ciliados; corola campanulada, 6–9 mm de largo, 5-lobada, blanca, generalmente barbada en la garganta; estambres fértiles 4 o 5, desiguales; estigma linear, entero. Cápsula ovoide, 4–6 mm de largo, punteado-glandular, loculicida y secundariamente septicida, la placenta en forma de clavija, reticulado-foveolada; semillas oblongas, finamente reticuladas.

## Propiedades
En México, esta especie se emplea en galgunas regiones del sureste del país, dentro de los estados de Tabasco, Yucatán y Quintana Roo, en el tratamiento de padecimientos renales tales como dolores de riñón y mal de orín; siendo el uso más común el de diurético, Además, se le ocupa en afecciones propias de la mujer tales como trastornos uterinos y ováricos, en casos de gonorrea y leucorrea, para desinflamar ovarios, prevenir el cáncer, flujos vaginales y en baños postparto.
En enfermedades del aparato digestivo se recomienda utilizarla para curar la disentería, inflamación del estómago, gastroenteritis y fiebre intestinal.
Historia
Ricardo Ossado a mediados del siglo XVIII comenta que "sus hojas en infusión curan el flujo blanco e irritación de la matriz, se dan lavados o irrigaciones con ella; para la purgación se toma agregándole un grano de sal". Y agrega que "sirve para curar las hinchazones del vientre, la irritación del hígado, de los riñones y limpia la vejiga".
En el siglo XX Maximino Martínez reporta su uso para afecciones ováricas, así como antiartrálgico, antiblenorrágico, antidabético, antigonorreico y uterotrópico. Narciso Souza por su parte describe "su cocimiento es muy usado en irrigaciones para tratar las inflamaciones y flujos del útero; además de ser empleada interiormente para tratar la diabetes, la leucorrea y la gonorrea".

## Taxonomía
Capraria biflora fue descrita por  Carlos Linneo  y publicado en Species Plantarum 2: 628. 1753.
Etimología
Capraria: nombre genérico que se deriva de la palabra latina caprarius, que significa "perteneciente a las cabras." Esto se refiere a que las cabras que son uno de los pocos herbívoros que se alimentan de las plantas.
biflora: epíteto latino que significa "con dos flores".
Sinónimos
- Capraria biflora f. hirsuta Loes.
- Capraria biflora f. hirta Loes.
- Capraria biflora var. pilosa Griseb.
- Capraria hirsuta Kunth
- Capraria lanceolata Vahl
- Capraria mexicana Griseb.
- Capraria semiserrata Vahl
- Capraria semiserrata Willd.
- Capraria semiserrata var. berteroi A.DC. ex Benth.
- Xuarezia biflora Ruiz & Pav.[5]

## Nombres comunes
- escabiosa de Cuba, fregosa de Nueva Granada, majuito de Cuba, té de América, té de las Antillas.[6]